# Radešín
Radešín är en ort i Tjeckien. Den ligger i regionen Vysočina, i den centrala delen av landet, 140 km sydost om huvudstaden Prag. Radešín ligger 530 meter över havet och antalet invånare är 107.
Terrängen runt Radešín är platt. Runt Radešín är det ganska tätbefolkat, med 65 invånare per kvadratkilometer. Närmaste större samhälle är Žďár nad Sázavou, 14,8 km nordväst om Radešín. Trakten runt Radešín består till största delen av jordbruksmark.